# Coppa Mitropa 1959
La Coppa Mitropa 1959 fu la diciottesima edizione del torneo e venne vinta dagli ungheresi dell'Honvéd.
A questa edizione non partecipano le squadre italiane e ciò consente di non disputare il turno preliminare.

## Partecipanti
| Nazione                   | Squadra                             | Campionato                                                                      |
| ------------------------- | ----------------------------------- | ------------------------------------------------------------------------------- |
| Austria (bandiera)        | Wiener Sport-Club First Vienna FC   | Campione d'Austria 1958-59 3º campionato d'Austria 1958-59                      |
| Cecoslovacchia (bandiera) | Dynamo Praha Baník Ostrava          | 3º campionato di Cecoslovacchia 1958-59 6º campionato di Cecoslovacchia 1958-59 |
| Jugoslavia (bandiera)     | Partizan Beograd Vojvodina Novi Sad | Vicecampione di Jugoslavia 1958-59 3º campionato di Jugoslavia 1958-59          |
| Ungheria (bandiera)       | MTK Honvéd                          | Vicecampione d'Ungheria 1958-59 3º campionato d'Ungheria 1958-59                |

## Torneo

### Quarti di finale
| Squadra 1          | Totale | Squadra 2        | Andata | Ritorno |
| ------------------ | ------ | ---------------- | ------ | ------- |
| Wiener Sport-Club  | 2 - 8  | Honvéd           | 2 - 1  | 0 - 7   |
| MTK                | 7 - 4  | Dynamo Praha     | 5 - 0  | 2 - 4   |
| Vojvodina Novi Sad | 4 - 3  | First Vienna FC  | 1 - 0  | 3 - 3   |
| Baník Ostrava      | 3 - 4  | Partizan Beograd | 1 - 1  | 2 - 3   |

#### Andata
| Arbitro: | Giulio Campanati |

|                              |           |             |
| Szokol 89’ Kaltenbrunner 90’ | Marcatori | 39’ Szilasi |

| Arbitro: | Fritz Seipelt |

|            |           |             |
| Wiecek 50’ | Marcatori | 61’ Vukelić |

| Arbitro: | Francesco Liverani |

|                                                         |           |  |
| Szimcsák 5’ Lantos 19’ (rig.) Molnár 37’, 80’ Bödör 47’ | Marcatori |  |

| Arbitro: | Vilmos Hernadi |

|          |           |  |
| Ivos 19’ | Marcatori |  |

#### Ritorno
| Arbitro: | Erich Steiner |

|                                                |           |                     |
| Morávek 6’, 48’ (rig.), 49’ (rig.) Štádler 60’ | Marcatori | 29’ Nagy 75’ Molnár |

| Arbitro: | Karol Galba |

|                                   |           |                                     |
| Senekowitsch 50’, 63’ Jericha 75’ | Marcatori | 25’ Veselinovic 26’ Ivos 59’ Krstić |

| Arbitro: | István Zsolt |

|                                              |           |                          |
| Kaloperović 80’ (rig.), 108’ Miladinovic 90’ | Marcatori | 19’ Pospichal 65’ Krizak |

| Arbitro: | Emil Erlich |

|                                                                          |           |  |
| Gilicz 17’, 87’ Törőcsik 21’ Szőcs 27’ (rig.) Tichy 57’, 73’ Szilasi 75’ | Marcatori |  |

### Semifinali
| Squadra 1        | Totale | Squadra 2          | Andata | Ritorno |
| ---------------- | ------ | ------------------ | ------ | ------- |
| MTK              | 2 - 1  | Vojvodina Novi Sad | 2 - 1  | 0 - 0   |
| Partizan Beograd | 5 - 5  | Honvéd             | 3 - 3  | 2 - 2   |

#### Andata
| Arbitro: | Alfred Grill |

|                      |           |          |
| Molnár 60’ Sipos 66’ | Marcatori | 52’ Ivos |

| Arbitro: | Jindrich Karas |

|                                                  |           |                                |
| Mihajlović 44’ Bozsik 47’ (aut.) Kaloperović 80’ | Marcatori | 1’ Tichy 56’ Bozsik 58’ Marosi |

#### Ritorno
| Arbitro: | Fritz Seipelt |

|                |           |                             |
| Tichy 21’, 37’ | Marcatori | 61’ (aut.) Kotász 84’ Galic |

| Novi Sad 26 luglio 1959 | Vojvodina      | 0 – 0 | MTK Budapest | Stadio Vojvodina (22.000 spett.)\| Arbitro: \| Václav Korelus \| |
| Arbitro:                | Václav Korelus |       |              |                                                                  |

### Finale
| Squadra 1 | Totale | Squadra 2 | Andata | Ritorno |
| --------- | ------ | --------- | ------ | ------- |
| Honvéd    | 6 - 5  | MTK       | 4 - 3  | 2 - 2   |

#### Andata
| Arbitro: | István Zsolt |

|                               |           |                                    |
| Tichy 5’, 28’, 41’ Gilicz 28’ | Marcatori | 32’ Molnár 50’ Sándor 83’ Szimcsák |

#### Ritorno
| Arbitro: | Erich Steiner |

|                    |           |                      |
| Molnár 75’ Sas 85’ | Marcatori | 37’ Tichy 51’ Csinos |

## Classifica marcatori
|  | Gol | Marcatore            | Squadra            |
|  | --- | -------------------- | ------------------ |
|  | 9   | Lajos Tichy          | Honvéd             |
|  | 6   | János Molnár         | MTK                |
|  | 3   | Frantisek Moravek    | Dynamo Praha       |
|  | 3   | Aleksandar Ivoš      | Vojvodina Novi Sad |
|  | 3   | Tomislav Kaloperović | Partizan Beograd   |
|  | 3   | Istvan Gilicz        | Honvéd             |